# Hontoria de la Cantera
Hontoria de la Cantera é um município da Espanha na província de Burgos, comunidade autónoma de Castela e Leão, de área 29 km² com população de 148 habitantes (2008) e densidade populacional de 7,09 hab/km².

## Demografia
| Variação demográfica do município entre 1991 e 2004 | Variação demográfica do município entre 1991 e 2004 | Variação demográfica do município entre 1991 e 2004 | Variação demográfica do município entre 1991 e 2004 |
| --------------------------------------------------- | --------------------------------------------------- | --------------------------------------------------- | --------------------------------------------------- |
| 1991                                                | 1996                                                | 2001                                                | 2004                                                |
| 107                                                 | 127                                                 | 126                                                 | 137                                                 |